# Stand My Ground
Stand My Ground è il sesto singolo del gruppo musicale olandese Within Temptation, pubblicato il 25 ottobre 2004 come anticipazione dell'album The Silent Force. È, insieme ad Ice Queen e Mother Earth, una delle canzoni più emblematiche del gruppo, venendo eseguita, dopo la sua pubblicazione, in gran parte dei concerti tenuti dalla band.

## Tracce
CD (singolo)
1. Stand My Ground – 3:58
2. Overcome – 4:04

CD (maxi singolo)
1. Stand My Ground – 3:58 (testo: Sharon den Adel – musica: Daniel Gibson e Han Kooreneef)
2. Overcome – 4:04 (testo: Robert Westerholt – musica: Martijn Spierenburg)
3. It's the Fear (versione demo) – 4:08 (testo: Sharon den Adel – musica: Robert Westerholt)
4. Stand My Ground (versione album) – 4:26 (testo: Sharon den Adel e Robert Westerholt – musica: Daniel Gibson e Han Kooreneef)

CD (EP - edizione limitata)
1. Stand My Ground – 3:58 (testo: Robert Westerholt e Sharon den Adel – musica: Daniel Gibson e Han Kooreneef)
2. Overcome – 4:04 (testo: Robert Westerholt – musica: Martijn Spierenburg)
3. It's the Fear – 4:08 (testo: Sharon den Adel – musica: Robert Westerholt)
4. Towards the End – 3:27 (testo: Sharon den Adel e Robert Westerholt – musica: Martijn Spierenburg)
5. The Swan Song – 3:40 (testo: Sharon den Adel e Robert Westerholt – musica: Daniel Gibson e Martijn Spierenburg)

Download digitale
1. Stand My Ground – 3:58
2. Overcome – 4:04
3. It's the Fear (versione demo) – 4:06
4. Towards the End – 3:25

DVD (promo)
1. Stand My Ground (video promozionale)
2. Memories (video promozionale)
3. It's the Fear (audio)
4. Nightwish – Nemo (clip promozionale)
5. Nightwish – Wish I Had an Angel (clip promozionale)
6. Wednesday 13 – I Walked with a Zombie (clip promozionale)
7. Cradle of Filth – Nymphetamine (clip promozionale)
8. The Dresden Dolls – Meet the band (kit stampa elettronico)

DVD-CD (maxi singolo - edizione speciale)
1. Stand My Ground (versione singolo; audio) – 3:58
2. Overcome (audio) – 4:04
3. Forsaken (audio) – 4:53
4. Stand My Ground (versione album; audio) – 4:26
5. Video di Stand My Ground
6. Making of Stand My Ground
7. Studio impressions
8. In tour
9. Galleria fotografica

Streaming
1. Stand My Ground – 3:58
2. Overcome – 4:04
3. It's the Fear (versione demo) – 4:08

## Formazione
- Sharon den Adel - voce
- Jeroen van Veen - basso elettrico
- Robert Westerholt - chitarra elettrica, voce
- Martijn Spierenburg - tastiera elettronica
- Stefan Helleblad - chitarra elettrica, ingegnere del suono e co-produttore
- Ruud Jolie - chitarra elettrica
- Stephen van Haestregt - batteria
- Ego Works Session Orchestra - orchestra
- Konstantin Majorov e Felix Korobov - direttori d'orchestra
- Brian Gardner - mastering
- Music Mike - arrangiamento
- Oleg Ivanov - ingegnere del suono
- Eye Sound - management